# Rembert von Funcken
Rembert von Funcken, född 1632, död 1709, var en svensk militär.
Rembert von Funcken blev officer 1648, kapten vid Livgardet 1652 och major 1655. Han var överste och chef för Nylands och Tavastehus läns infanteriregemente 1673–1683, chef för Savolax och Nyslotts läns infanteriregemente 1683–1685, chef för Cronmans skånska regemente 1685–1695 och chef för Åbo läns infanteriregemente 1695–1709. Funcken blev generalmajor 1702 och guvernör i Riga 1709.